# Horst Fankhauser
Horst Fankhauser (* 16. Juli 1944 in Finkenberg im Zillertal) ist ein österreichischer Bergsteiger, Bergführer und ehemaliger Hüttenwirt.

## Leben
1972 nahm Fankhauser an der tragischen Manaslu-Expedition teil, bei der Andi Schlick und Franz Jäger ums Leben kamen (siehe Reinhold Messner#Besteigung des Manaslu). Gemeinsam mit Wolfgang Nairz stellte ihre Expedition am Noshak (7485 m) Höhenrekorde im Drachenflug auf. Im Alter von 55 Jahren bestieg er seinen ersten Achttausender: Am Mittag des 18. Mai 1998 stand er gemeinsam mit Alexander Huber, Barbara Hirschbichler und Georg Simair auf dem Gipfel des Cho Oyu (8188 m).
Von 1975 bis 2006 war Horst Fankhauser gemeinsam mit seiner Frau Klara Hüttenwirt der Franz-Senn-Hütte.
Fankhauser ist verheiratet und hat drei Söhne.